# Francisco Jesús Méndez
Francisco Jesús Méndez Cestero (Sabadell, 3 de septiembre de 1976) es un deportista español que compitió en atletismo adaptado. Ganó dos medallas de bronce en los Juegos Paralímpicos de Verano, en los años 1996 y 2000.

## Palmarés internacional
| Juegos Paralímpicos | Juegos Paralímpicos      | Juegos Paralímpicos | Juegos Paralímpicos |
| Año                 | Lugar                    | Medalla             | Prueba              |
| ------------------- | ------------------------ | ------------------- | ------------------- |
| 1996                | Atlanta (Estados Unidos) | Medalla de bronce   | Disco F53           |
| 2000                | Sídney (Australia)       | Medalla de bronce   | Peso F54            |